# We Run This
We Run This è un singolo della rapper statunitense Missy Elliott, pubblicato il 21 febbraio 2006 come terzo estratto dal sesto album in studio The Cookbook.

## Descrizione
Il brano è stato pubblicato anche come unico estratto dalla raccolta Respect M.E.. Inoltre fa parte (in versione modificata) della colonna sonora del film Stick It - Sfida e conquista.
Esso contiene samples tratti dalla versione dei The Sugarhill Gang del brano Apache, per questo tra gli autori è accreditato anche Jerry Lordan, oltre a Missy Elliott e Rhemario Webber.

## Tracce
Download digitale
1. We Run This (Explicit Album Version w/o Manicure Interlude) – 3:25

CD (UK)
1. We Run This (Explicit Album Version) – 3:25
2. Teary Eyed (Tief Schwarz Club Remix) – 7:37